# Hippiatrica

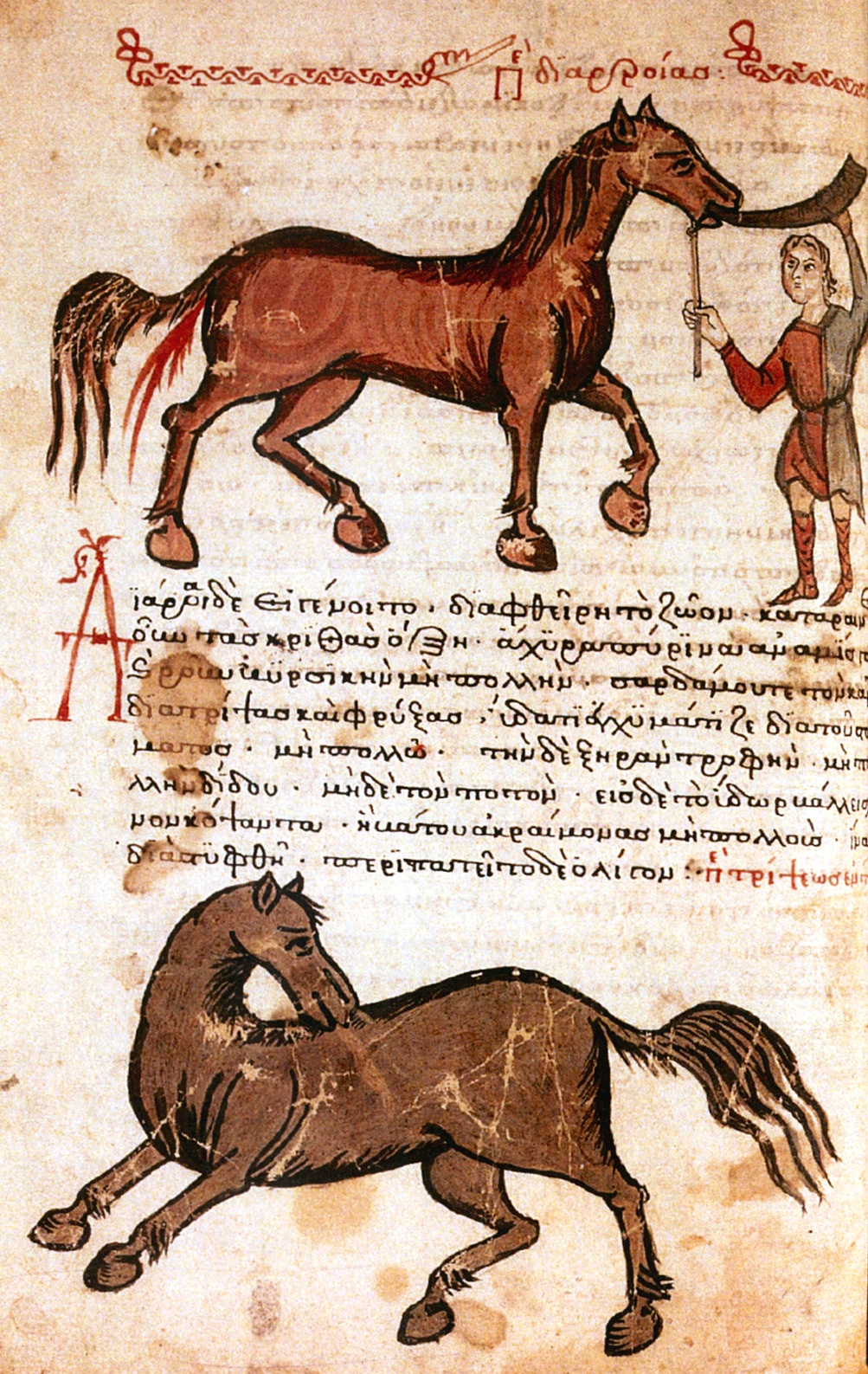
In-folio de la Hippiatrica.

La Hippiatrica, en  griego: Ἱππιατρικά, es una compilación  bizantina de textos griegos antiguos, principalmente extractos, dedicados al cuidado y curación del caballo. Los textos probablemente fueron compilados en el siglo V o siglo VI d. C. por un editor desconocido. Actualmente, la compilación se conserva en cinco  recensiones en veintidós manuscritos, que contienen veinticinco copias, que van desde el siglo X al siglo XVI d. C.

## Contenido
Siete textos de la Antigüedad tardía constituyen las fuentes principales de la Hippiatrica: los manuales veterinarios de Apsyrtus, Eumelus, un veterinario en  Tebas, Grecia, Hierocles, Hipócrates y Theomnestus, así como el trabajo de Pelagonius, originalmente un texto latino traducido al griego, y el capítulo sobre caballos de la compilación agrícola de Anatolius. Aunque los autores antes mencionados aluden a sus predecesores veterinarios griegos clásicos como Jenofonte y Simón de Atenas, las raíces de su tradición se encuentran principalmente en la literatura agrícola helenística derivada de  Mago de Cartago. En el siglo X d. C. se agregaron dos fuentes más de la Antigüedad tardía a la Hippiatrica: una obra de Tiberio y un conjunto anónimo de «Pronósticos y remedios» (en griego: Προγνώσεις καὶ εσεις). En lo que respecta al contenido, las fuentes de Hippiatrica no ofrecen una exposición sistemática del arte veterinario y enfatizan el tratamiento práctico en lugar de la etiología o la teoría médica. Sin embargo, la compilación contiene una gran variedad de formas y estilos literarios: proverbios, poesía, conjuros, letras, instrucciones, prooimia, definiciones médicas, recetas y reminiscencias. En toda la Hippiatrica, el nombre de Quiron, el centauro griego asociado con la curación y vinculado con la medicina veterinaria, aparece dos veces, como una deidad, en la forma de una invocación retórica y en forma de un hechizo; un remedio llamado cheironeion (en griego: χειρώνειον) lleva el nombre de la figura mitológica.